# Decalepis arayalpathra
Decalepis arayalpathra là một loài thực vật có hoa trong họ La bố ma. Loài này được (J.Joseph & V.Chandras.) Venter mô tả khoa học đầu tiên năm 1997.